# Oltár csillagkép
Az Oltár (latin: Ara) egy csillagkép a déli égbolton, a Skorpió csillagkép alatt.

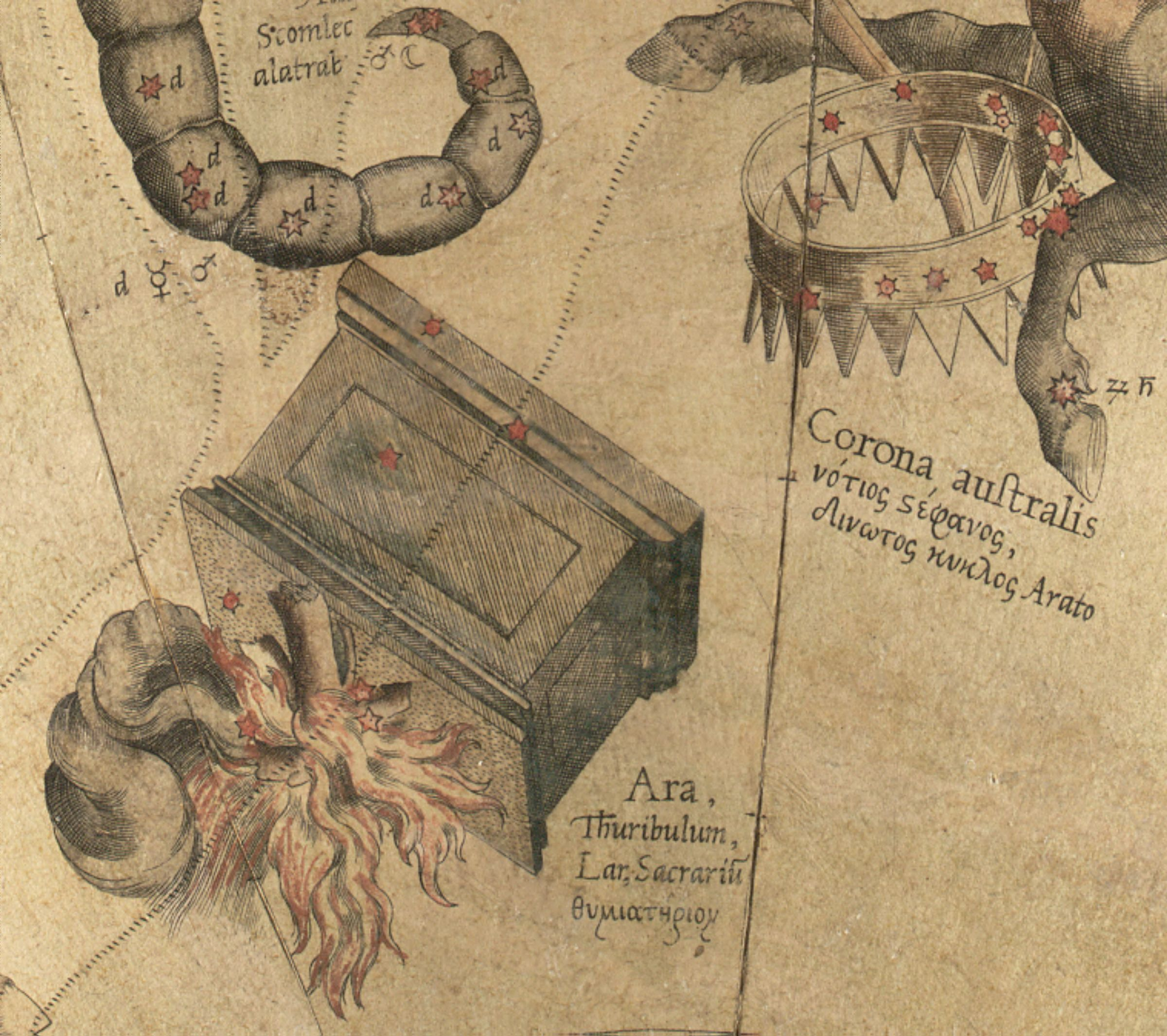
Az Oltár csillagkép a Mercatorban

## Története, mitológia
Az ókori görög mitológiában az Ara volt az az oltár, amelyen egy kentaur feláldozta a farkast. Más görög monda szerint maga Dionüszosz, a bor és a mámor istene volt az Oltár. Az Ara a nevét egyébként Cicerótól kapta, aki Aratosztól (Kr. e. 310-245), a görög költőtől vette át, aki Thytérion-nak hívta.

## Látnivalók

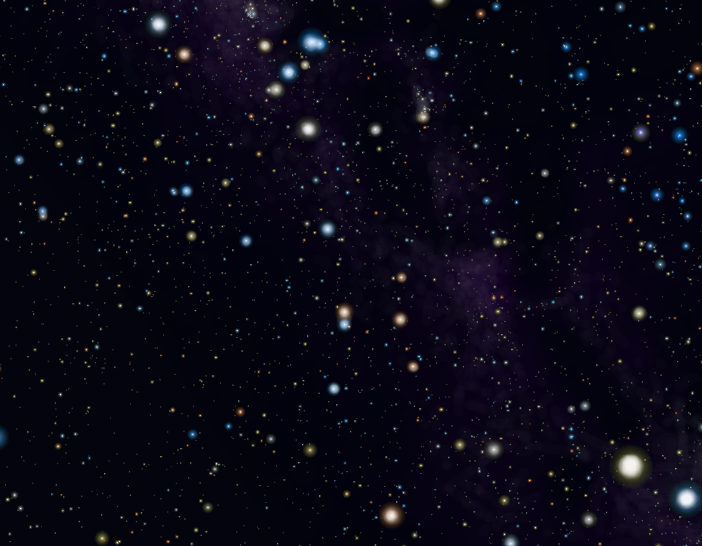
Az Oltár csillagkép

### Csillagok
- α Arae: kínai nyelven "Choo" (Személyzet vagy Club), a fényessége 2,m84, B2V színképtípusú, 240 fényév távolságban.
- β Arae: az Oltár legfényesebb csillaga, látszólagos fényessége  2,84m, 600 fényév távolságban.
- δ Arae: B8 színképtípusú csillag, felületi hőmérséklete 20 000 K, távolsága 148 fényév, abszolút fényessége 0,5M.
- γ Arae: kettőscsillag, abszolút fényessége -4,3M.
- ε Arae kínaiul Tso Kang ("Bal őr").

### Mélyég-objektumok
- NGC 6352 - gömbhalmaz
- NGC 6193 - nyílthalmaz

## Fordítás
- Ez a szócikk részben vagy egészben  az    Ara (constellation) című angol Wikipédia-szócikk fordításán alapul.  Az eredeti cikk szerkesztőit annak laptörténete sorolja fel. Ez a jelzés csupán a megfogalmazás eredetét és a szerzői jogokat jelzi, nem szolgál a cikkben szereplő információk forrásmegjelöléseként.
- Az Oltár csillagkép csillagainak listája (angolul)